# (32284) 2000 PH24
2000 PH24 (asteroide 32284) é um asteroide da cintura principal. Possui uma excentricidade de 0.03643300 e uma inclinação de 3.49833º.
Este asteroide foi descoberto no dia 2 de agosto de 2000 por LINEAR em Socorro.